# Godrej Singapore Challenge 2000
Die Godrej Singapore Challenge 2000 war ein Drei-Nationen-Turnier das vom 20. bis zum 27. August 2000 in Singapur im One-Day Cricket ausgetragen wurde. Bei dem zur internationalen Cricket-Saison 2000 gehörenden Turnier nahmen die Mannschaften aus Neuseeland, Pakistan und Südafrika teil. Im Finale konnte sich Südafrika mit 93 Runs (D/L) gegen Pakistan durchsetzen.

## Vorgeschichte
Pakistan spielte zuvor ein Drei-Nationen-Turnier in Sri Lanka, Südafrika in Australien. Für Neuseeland war es die erste Tour der Saison.

## Format
In einer Vorrunde spielte jede Mannschaft gegen jede einmal. Für einen Sieg gab es zwei, für ein Unentschieden oder No Result 1 Punkt. Die beiden Gruppenersten qualifizierten sich für das Finale und spielten dort um den Turniersieg.

## Stadion
Das folgende Stadion wurde für diesen Wettbewerb vorgesehen.
| Stadion        | Stadt    | Kapazität | Spiele              |
| -------------- | -------- | --------- | ------------------- |
| Kallang Ground | Singapur |           | 1.–3. Spiel; Finale |

## Kaderlisten
Pakistan benannte seinen Kader am 13. August 2000.
| ODI | ODI | ODI |
| Neuseeland | Pakistan | Südafrika |
| --- | --- | --- |
| - Stephen Fleming (K) - Geoff Allott - Nathan Astle - Chris Cairns - Chris Harris - Craig McMillan - Shayne O’Connor - Adam Parore (wk) - Scott Styris - Roger Twose - Daniel Vettori - Paul Wiseman | - Waqar Younis (K) - Abdul Razzaq - Arshad Khan - Atiq-uz-Zaman (wk) - Azhar Mahmood - Ijaz Ahmed - Imran Nazir - Kabir Khan - Yousuf Youhana - Saeed Anwar - Saleem Elahi - Shahid Afridi - Younis Khan | - Shaun Pollock (K) - Nicky Boje - Daryll Cullinan - Boeta Dippenaar - Andrew Hall - Jacques Kallis - Gary Kirsten - Lance Klusener - Neil McKenzie - Makhaya Ntini - Nic Pothas (wk) - Roger Telemachus |

## Spiele

### Vorrunde
Tabelle
| Teams      | Sp. | S | N | U | R | NR | Punkte | NRR    |
| ---------- | --- | - | - | - | - | -- | ------ | ------ |
| Pakistan   | 2   | 2 | 0 | 0 | 0 | 0  | 4      | +0.533 |
| Südafrika  | 2   | 1 | 1 | 0 | 0 | 0  | 2      | +0.412 |
| Neuseeland | 2   | 0 | 2 | 0 | 0 | 0  | 0      | −1.439 |

Sieg: 2 Punkte; Remis: 1 Punkte
Spiele
| 20. August Scorecard | Singapur | Pakistan 191-6 (25/25)       | – | Neuseeland 179 (24.4/25) |
|                      |          | Pakistan gewinnt mit 12 Runs |   |                          |

| 23. August Scorecard | Singapur | Pakistan 227-9 (50)          | – | Südafrika 199 (48.4) |
|                      |          | Pakistan gewinnt mit 28 Runs |   |                      |

| 25. August Scorecard | Singapur | Neuseeland 158 (47.4)           | – | Südafrika 159-2 (34) |
|                      |          | Südafrika gewinnt mit 8 Wickets |   |                      |

### Finale
| 27. August Scorecard | Singapur | Südafrika 197-7 (35/35)                    | – | Pakistan 121 (28.1/35) |
|                      |          | Südafrika gewinnt mit 93 Runs (D/L method) |   |                        |